# Jawad Djoudi
Pour les articles homonymes, voir Djoudi.
Pas d'image ? Cliquez ici

a Compétitions nationales et continentales officielles uniquement.

b Matchs officiels uniquement.
Dernière mise à jour le 3 novembre 2021.
Jawad Djoudi, né le 8 mai 1976 à Saint-Rémy (Saône-et-Loire), est un joueur international marocain de rugby à XV qui joue au poste de talonneur.

## Palmarès

### En club
- Finaliste du Challenge européen : 2010

### En équipe nationale
- International France scolaire/moins de 21 ans/militaire